# Padogobius
Padogobius – rodzaj słodkowodnych ryb z rodziny babkowatych (Gobiidae), reprezentowany przez dwa gatunki.

## Systematyka
Gatunki zaliczane do tego rodzaju:
- Padogobius bonelli
- Padogobius nigricans – babka włoska[3]

Ich linia rozwojowa jest niejasna. Spekuluje się, że wszystkie babki, których pochodzenie sięga epikontynentalnego morza, zwanego Paratetydą, mają jedną linię rozwojową. Większość słodkowodnych babek jest natomiast blisko spokrewniona z dwoma lub trzema gatunkami euryhalitycznymi. Tylko babki z rodzaju Padogobius wydają się nie mieć bliskiej relacji z tą grupą morskich ryb i uważa się, że mogły rozwijać się niezależnie. Inna hipoteza, oparta na analizach molekularnych, skłania się ku stwierdzeniu pokrewieństwa z babką skalną (Gobius paganellus).
Jako autora rodzaju podaje się Borisa Iljina, który utworzył go w 1933. Często wymienia się także Lwa Berga i rok 1932. Wcześniej w 1930 Iljin utworzył monotypowy rodzaj Fluvicola z gatunkiem typowym Gobius martensii (obecnie synonim P. bonelii). Jako że nazwa Fluvicola była już wykorzystana w systematyce ptaków przez Swainsoma i utworzony przez niego w 1928 rodzaj Fluvicola, Iljin stworzył nowy rodzaj pod nazwą Padogobius ponownie z gatunkiem typowym G. martensii.

## Występowanie i biotop
Oba gatunki są obecne we Włoszech. P. nigricans znany jest tylko ze środkowej części tego kraju, w dorzeczach kilku rzek w zlewni Morza Tyrreńskiego. Obszar występowania P. bonelli jest większy i obejmuje oprócz północnych i środkowych Włoch, południową Szwajcarię, południową Słowenię i dorzecza dwóch chorwackich rzek: Zrmanja i Krka. Ten drugi poza naturalnym zasięgiem uważany jest za gatunek inwazyjny. Dotyczy to głównie środkowych Włoch, gdzie przyczynia się do spadku liczebności P. nigricans. Są to ryby słodkowodne. Żyją w małych ciekach o bystrym nurcie, przy piaszczystym, żwirowym lub kamienistym dnie.

## Morfologia

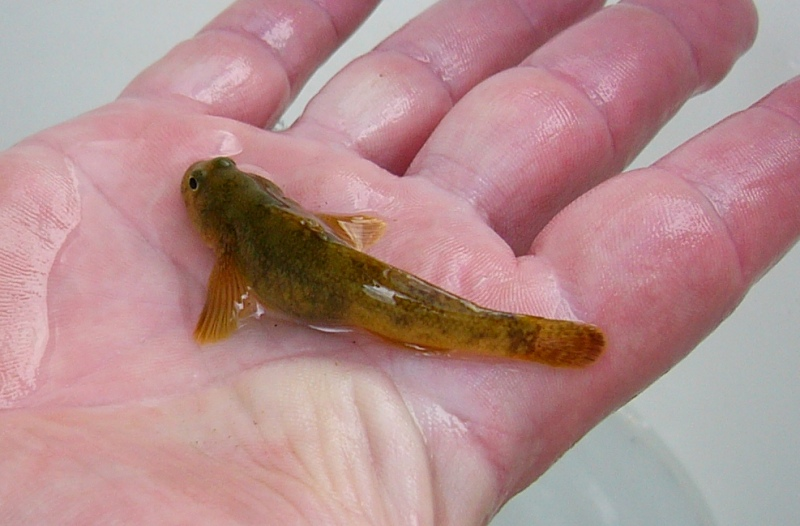
P. nigricans

Są to małe babki, przy czym P. nigricans jest większy od P. bonelli i osiąga do 12,5 cm długości. Podobnie jak większość innych babkowatych, mają dwie oddzielne płetwy grzbietowe. Druga płetwa grzbietowa z jednym promieniem twardym. Płetwy piersiowe są dobrze rozwinięte. Płetwy brzuszne tworzą rodzaj przyssawki, dzięki której ryby te mogą żerować blisko podłoża. W linii bocznej występuje do 49 łusek, przy czym u P. bonelli 29–43, u P. nigricans 44–49. Trzon ogonowy całkowicie ułuszczony. Większość babek wschodniego Atlantyku, regionów śródziemnomorskiego i pontokaspijskiego cechuje się brakiem kanałów linii nabocznej głowowej. Padogobius wraz z Knipowitschia są jedynymi rodzajami, wśród których są gatunki mające te kanały. U Padogobius jest to P. nigricans.

## Zachowanie
Oba gatunki mają zbliżoną dietę. Żywią się przede wszystkim bezkręgowcami, głównie muchówkami z rodziny ochotkowatych. Tam, gdzie obszar występowania obu gatunków rodzaju pokrywa się, rozpoznano na podstawie analizy pokarmu zawartego w żołądkach tych ryb również przypadki wzajemnego drapieżnictwa. Babki te silnie ze sobą rywalizują. Konkurują nie tylko o pokarm, ale przede wszystkim o przedłużenie gatunku. W okresie godowym samce rywalizują o najlepsze miejsca pod złożenie jaj. Z reguły są to norki pod lub między kamieniami. Mając wybrane lub zbudowane gniazdo, wykazują silny terytorializm. Samce zdolne są do wydawania dźwięków, mających przede wszystkim rolę „wabika”. W ten sposób chcą zwrócić na siebie uwagę samic. Obserwacje prowadzone w połowie lat 90. na czterech męskich osobnikach P. nigricans pozwoliły zarejestrować dźwięk prosty o sinusoidalnym przebiegu, ze średnią częstotliwością około 80 Hz i średnim czasie trwania około 330 ms. Sygnał jest tym intensywniejszy, im bliżej samca znajduje się samica, osiągając najwyższe wartości, gdy ta jest u wejścia do komory gniazdowej. W czasie tarła P. bonelli jest znacznie bardziej agresywny od P. nigricans. Powoduje to prawie całkowite ograniczenie swobody reprodukcyjnej P. nigricans i jej lokalne wymieranie.